# (62) Erato
(62) Erato ist ein Asteroid des äußeren Hauptgürtels, der am 14. September 1860 von den deutschen Astronomen Otto Lesser und Wilhelm Foerster an der Berliner Sternwarte entdeckt wurde. Es war ihre einzige Asteroidenentdeckung.
Der Asteroid wurde benannt nach Erato, der Muse der Liebeslyrik. Die Benennung erfolgte durch Johann Franz Encke, den Direktor der Berliner Sternwarte.
Aufgrund der Bahneigenschaften wird (62) Erato zur Themis-Familie gezählt.

## Wissenschaftliche Auswertung
Aus Ergebnissen der IRAS Minor Planet Survey (IMPS) wurden 1992 Angaben zu Durchmesser und Albedo für zahlreiche Asteroiden abgeleitet, darunter auch (62) Erato, für die damals Werte von 95,4 km bzw. 0,06 erhalten wurden. Eine Auswertung von Beobachtungen durch das Projekt NEOWISE im nahen Infrarot führte 2012 zu vorläufigen Werten für den Durchmesser und die Albedo im sichtbaren Bereich von 106,9 km bzw. 0,05. Nach der Reaktivierung von NEOWISE im Jahr 2013 und Registrierung neuer Daten wurden die Werte 2015 zunächst mit 59,4 oder 82,3 km bzw. 0,06 oder 0,11 angegeben und dann 2016 korrigiert zu 80,1 km bzw. 0,07, diese Angaben beinhalten aber alle hohe Unsicherheiten. Mit einer Auswertung von zwei Sternbedeckungen durch den Asteroiden konnte in einer Untersuchung von 2020 ein mittlerer Durchmesser von 90,5 ± 0,5 km bestimmt werden. Eine thermophysikalische Modellierung des Asteroiden, die auf Daten von WISE/NEOWISE beruhte, führte in einer Untersuchung von 2021 zu einem effektiven Durchmesser von 81,1+6−3 km und einer visuellen Albedo von 0,09.
Eine spektroskopische Untersuchung von 820 Asteroiden zwischen November 1996 und September 2001 am La-Silla-Observatorium in Chile ergab für (62) Erato eine taxonomische Klassifizierung als B-Typ.

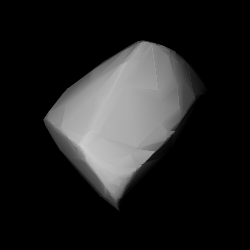
Berechnetes 3D-Modell von (62) Erato

Photometrische Messungen des Asteroiden erfolgten erstmals vom 27. Juli bis 8. August 1981 am Table Mountain Observatory in Kalifornien. Aus den in drei Nächten aufgezeichneten Daten konnte für die Rotationsperiode des Asteroiden aber nur eine Abschätzung zu >8 h gegeben werden. Bei einer Messung am 30. September und 1. Oktober 2003 am Observatório do Pico dos Dias in Brasilien wurde aus einer lückenhaften Lichtkurve allerdings ein deutlich abweichender Wert von 5,675 h abgeleitet. Bei einer neuen Beobachtung vom 14. bis 16. Januar 2005 am Shed of Science Observatory in Minnesota konnte eine sehr detaillierte Lichtkurve aufgezeichnet werden, aus der eine wahrscheinlichste Rotationsperiode von 9,22 h bestimmt wurde. Auch ein Wert von etwa 13,82 h lag noch im Bereich der Möglichkeit, aber eine Periode von 5,675 h konnte völlig ausgeschlossen werden. Auch eine fast zur gleichen Zeit stattfindende Beobachtung während sieben Nächten vom 28. Dezember 2004 bis 20. Januar 2005 am Linhaceira Observatory in Portugal lieferte dafür eine Bestätigung mit einem Wert von 9,222 h.
Eine Auswertung von archivierten Lichtkurven des United States Naval Observatory in Arizona und der Catalina Sky Survey ermöglichte in einer Untersuchung von 2011 die Berechnung eines Gestaltmodells und zwei alternativer Lösungen für die Position der Rotationsachse mit prograder Rotation und einer Periode von 9,2182 h. Im Rahmen einer Zusammenarbeit zwischen dem Lulin-Observatorium auf Taiwan und der Sternwarte am purpurnen Berg in China sollten Asteroiden mit superschneller Rotation aufgespürt werden. Mit dem Chinese Near-Earth Object Survey Telescope (CNEOST) an der Außenstelle Xuyi wurden bei zwei Durchmusterungen im Februar/März 2017 und März 2018 auch Lichtkurven von (62) Erato erfasst, aus denen eine Rotationsperiode von 9,23 h bestimmt wurde.
Im Jahr 2021 wurde aus archivierten Daten und photometrischen Messungen von Gaia DR2 erneut eine Rotationsachse mit prograder Rotation berechnet. Die Rotationsperiode wurde dabei zu 9,21819 h bestimmt. Zwischen 2012 und 2018 wurden mit der All-Sky Automated Survey for Supernovae (ASAS-SN) auch photometrische Daten von 20.000 Asteroiden aufgezeichnet. Auf mehr als 5000 davon konnte erfolgreich die Methode der konvexen Inversion angewendet werden, darunter auch (62) Erato, für die in einer Untersuchung von 2021 ein verbessertes dreidimensionales Gestaltmodell für zwei alternative Rotationsachsen mit prograder Rotation und einer Periode von 9,2183 h berechnet wurde.
Aus archivierten Daten des Asteroid Terrestrial-impact Last Alert System (ATLAS) aus dem Zeitraum 2015 bis 2018 konnte in einer Untersuchung von 2022 mit der Methode der konvexen Inversion eine Rotationsperiode von 9,2184 h berechnet werden. Eine neue photometrische Beobachtung vom 5. Mai bis 4. Juni 2024 am Organ Mesa Observatory in New Mexico wurde zu einer Rotationsperiode von 9,217 h ausgewertet.